# 东北师范大学附属中学
东北师范大学附属中学（英語：High School Attached to Northeast Normal University，简称东北师大附中或东师附中）位于中国吉林省长春市，是中华人民共和国教育部直属重点高校东北师范大学的附属中学。学校成立于1950年，自二十世纪五十年代末一直为吉林省重点中学，现为吉林省示范性高中、闻名全国的一流中学。虽英文译名为高中，实包含高中部、初中部、小学部三个学部。现有自由、青华、明珠、净月、北京朝阳、新城、深圳七个校区。东北师范大学附属中学在2016年中国内地高中美国留学排行榜上位居第四十三。

## 历史沿革
东北师范大学附属中学，其源头可追溯到创办于1946年的松北五省联中。1948年，松北五省联中改为长春市第三中学，当时长春市只有三所中学。
1950年4月，为配合中国共产党在东北的战略需要，前东北大学易名为东北师范大学，成为教育部直属的以培养中学师资为目标的师范高校。同年，东北人民政府为支持东北师范大学进行教育实践，将长春市第三中学划归东北师范大学作为其附属学校，筹委会成员有著名学者公木、吴伯箫、陈元晖等。1950年8月17日，东北师范大学正式接管长春市第三中学，并将其改名为东北师范大学附属中学。8月23日，中国著名心理学家、教育学家、哲学家，时任东北师范大学教务长的陈元晖先生被任命为东北师大附中首任校长。9月7日，学校正式开学。建校伊始，学校共有教职员工66人，班级24个，学生1114人。陈元晖校长亲自组建教师队伍，确立办学思想，开创教学模式；随后在朱静航、陈亚子、吕潼、黎岗等一代创业者的开拓下，学校在五十年代末迅速发展成为吉林省重点中学。
1952年12月，东北师范大学附属中学迁址至长春市自由大路10号（现自由大路696号，即东北师范大学附属小学现址，伪满洲国文教部旧址）。

1958年8月，东北师范大学附属中学迁址至长春市自由大路8号（现自由大路506号，即自由校区现址，伪满洲国兴农部旧址）。

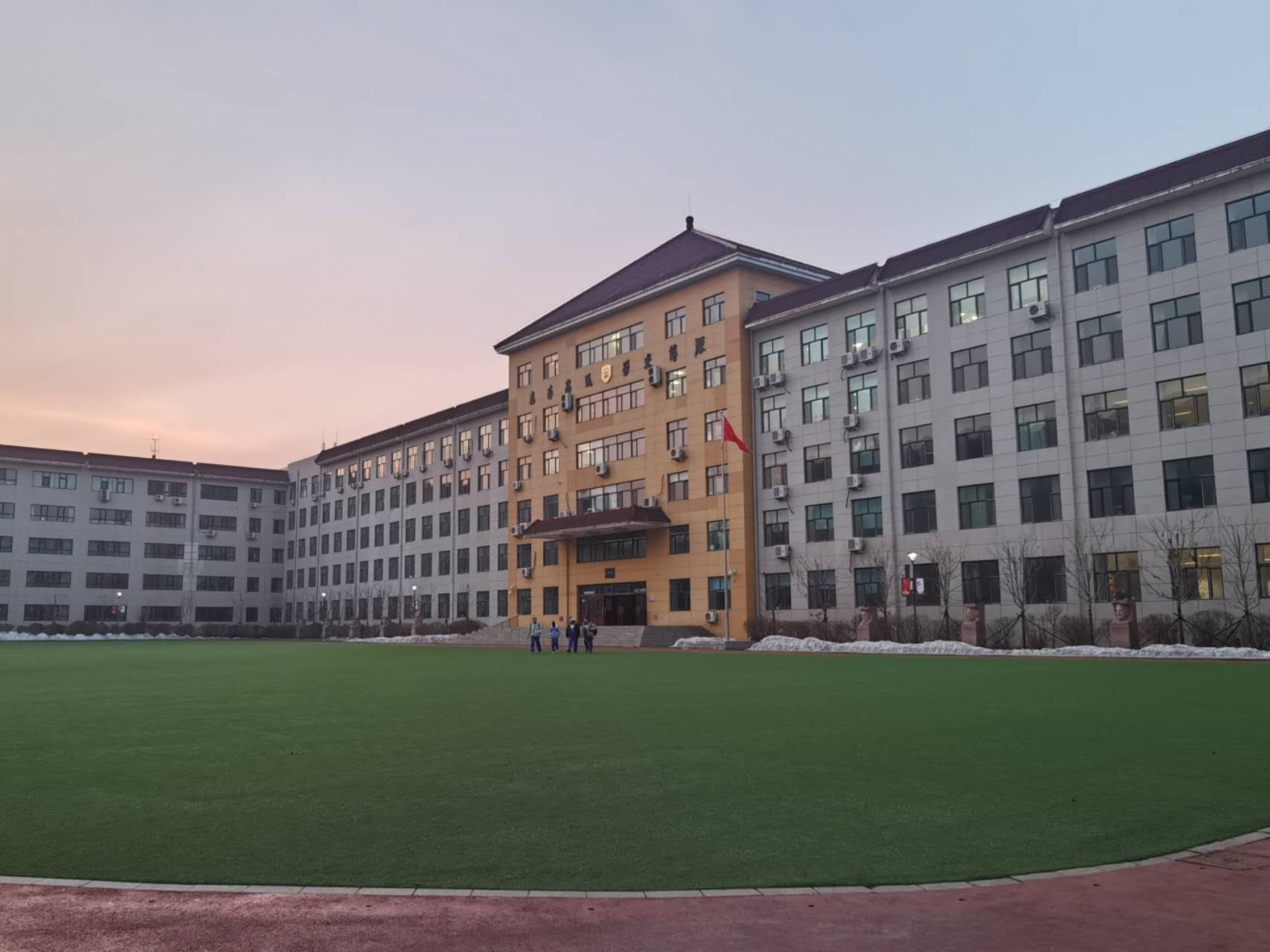
自由校区
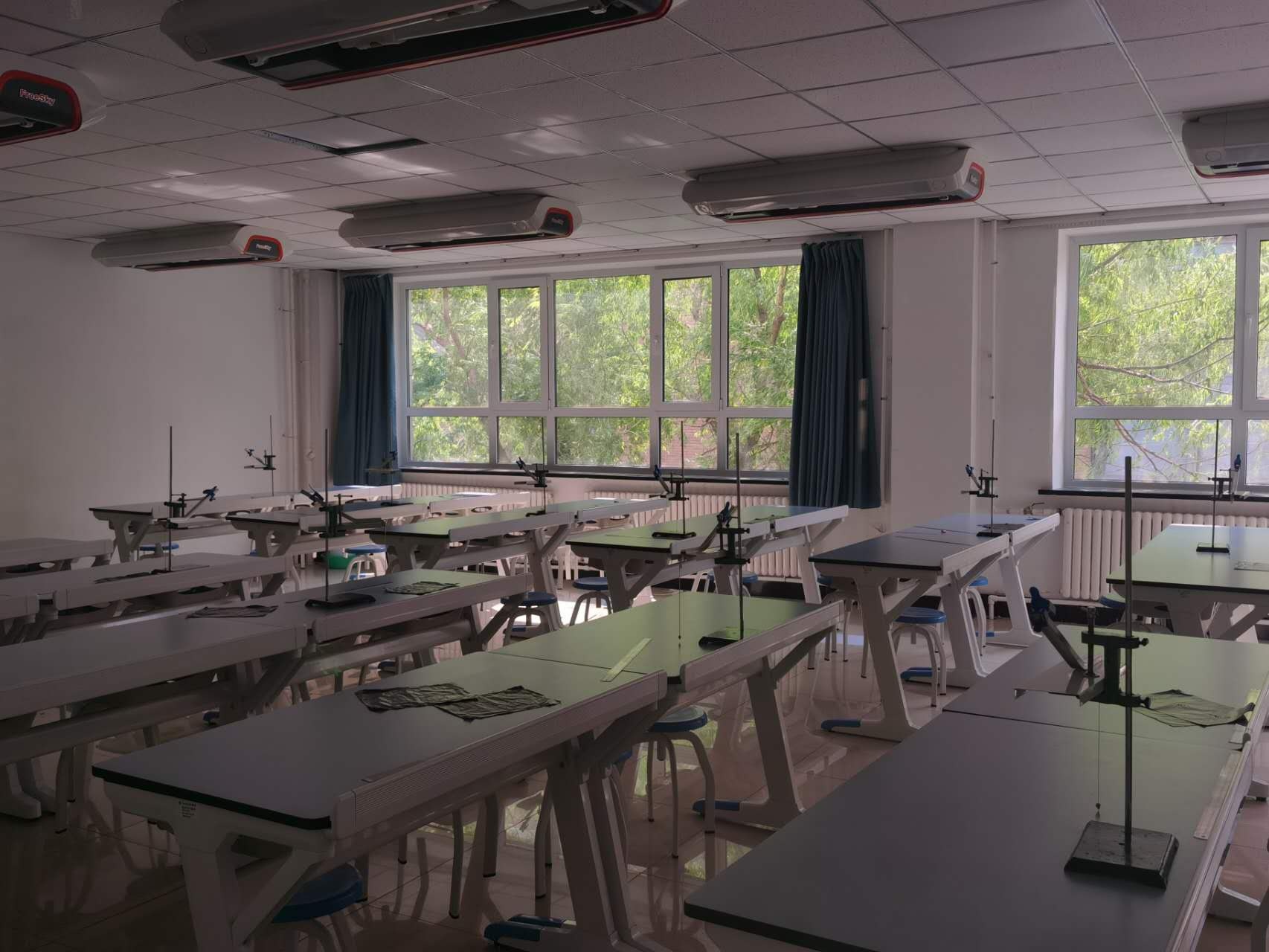
自由校区实验室
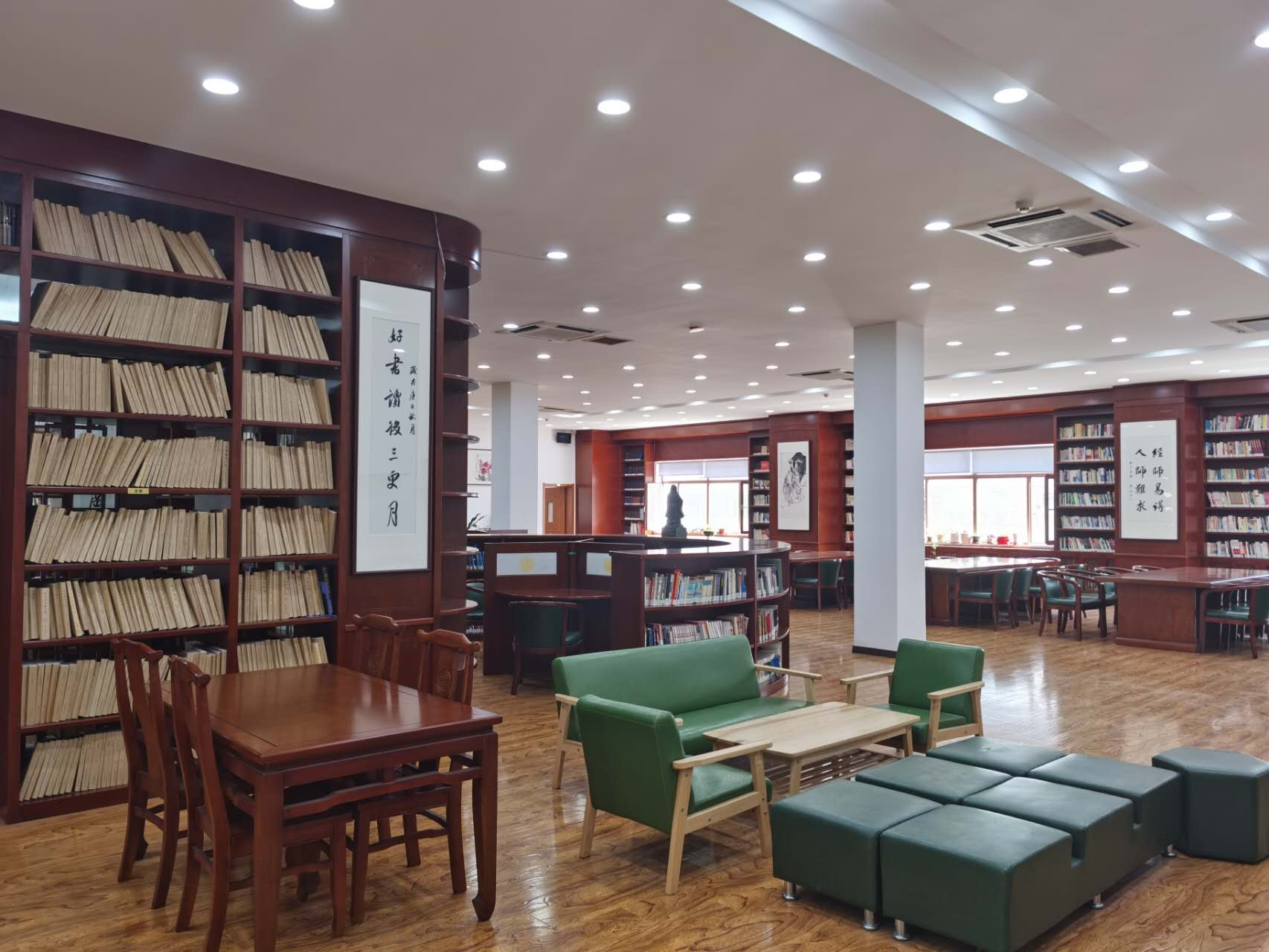
自由校区图书馆

1960年6月，时任校长武强代表学校在北京人民大会堂参加“全国文教群英会”，介绍东北师大附中办学经验。同年7月，学校更名为吉林师范大学附属中学。
1972年10月，学校更名为长春市第66中学。
“文化大革命”结束后，学校逐步恢复正常教学秩序，并在常万林校长、吴振成校长等历代附中人的主持下推进了各项教育工作的发展。
1978年4月，学校更名为吉林师范大学附属中学。
1984年3月，学校重新划归教育部，复名为东北师范大学附属中学。同年开始，时任校长李硕带领学校率先进行整体改革，实行校长负责制、小循环年级教师集体岗位责任制、年级组和教研组并存且年级组为主体的管理体制，对学制、课程设置、教材、教学形式、考试方法等进行了一系列的变革。
1986年，学校的整体改革经验成果在国家教育委员会召开的中学教育改革讨论会上做了专题汇报。同年，学校被国家教育委员会、中宣部、团中央、全国教育工会联合评为全国教育系统先进集体，中央电视台、《光明日报》和《中国教育报》等媒体连续报道了学校的改革经验。
1988年，学校被国家教育委员会评为全国德育先进校。至此，学校以“研究型”“实验性”的特色，跻身于全国知名重点中学的行列。李硕校长获得全国五一劳动奖章，被评为省、市特等劳动模范、全国先进女职工，并当选为第七届全国人大代表。
1996年，东北师范大学附属实验学校成立，该校是东北师范大学为探索基础教育办学体制改革而创办的一所集幼儿园、小学、初中、高中、艺术特长教育于一体的公有民办学校。
1999年，学校自由校区翻新改造。
2001年，成立国际交流中心。
2003年，学校通过吉林省首批示范性高中验收，获得全国五一劳动奖状。同年8月，东北师范大学附属中学初中部整体迁址至长春市人民大街9000号，并更名为东北师大附中明珠学校（即明珠校区）。

2007年，原长春市东方实验中学与东北师范大学附属中学高中部合并，更名为长春东师附中青华学校（即青华校区），并与自由校区同属高中部。至此，学校形成了自由、青华、明珠三个校区，小学、初中、高中三个学部，公立和民办相补充的多元办学格局。

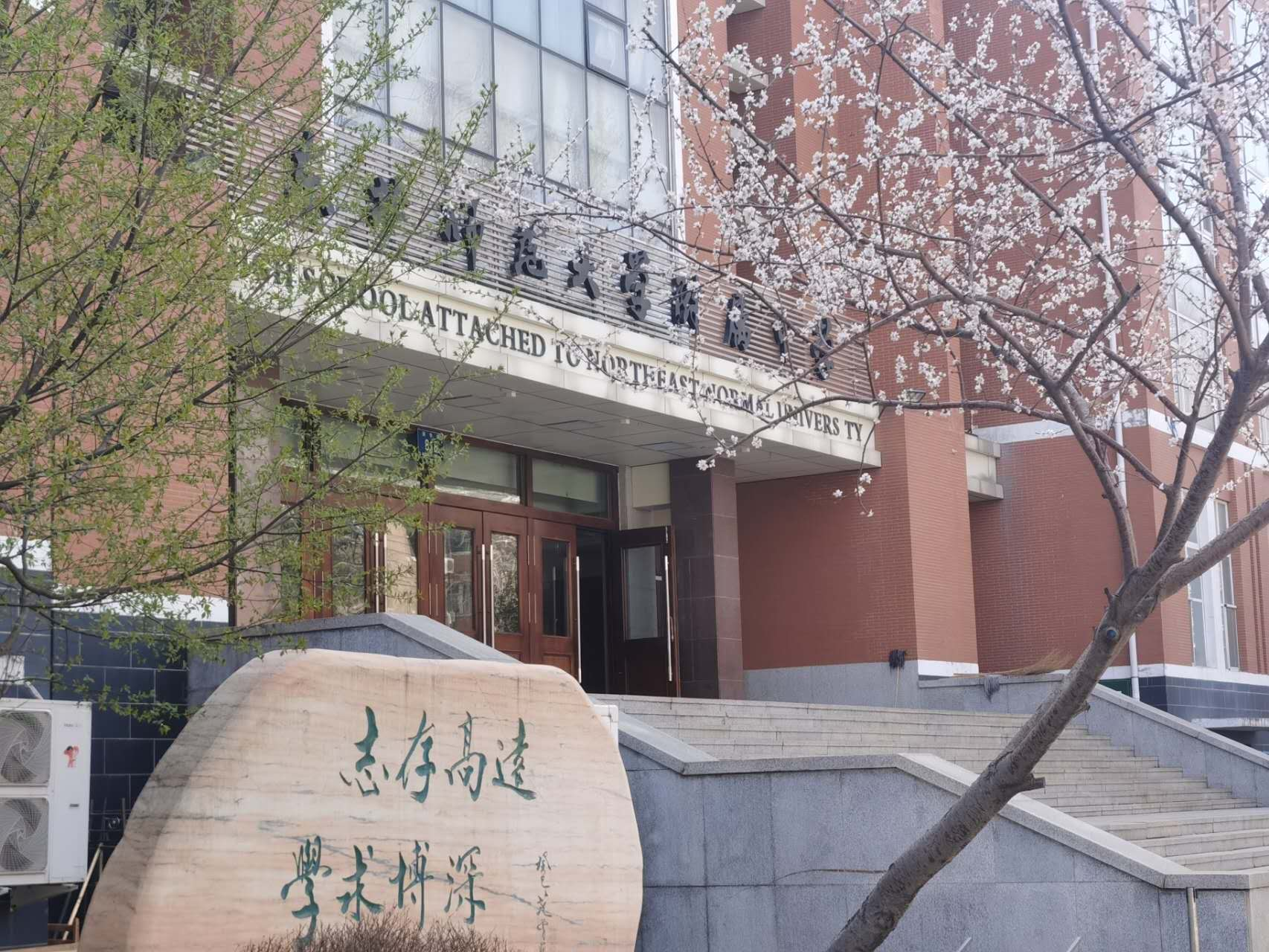
青华校区
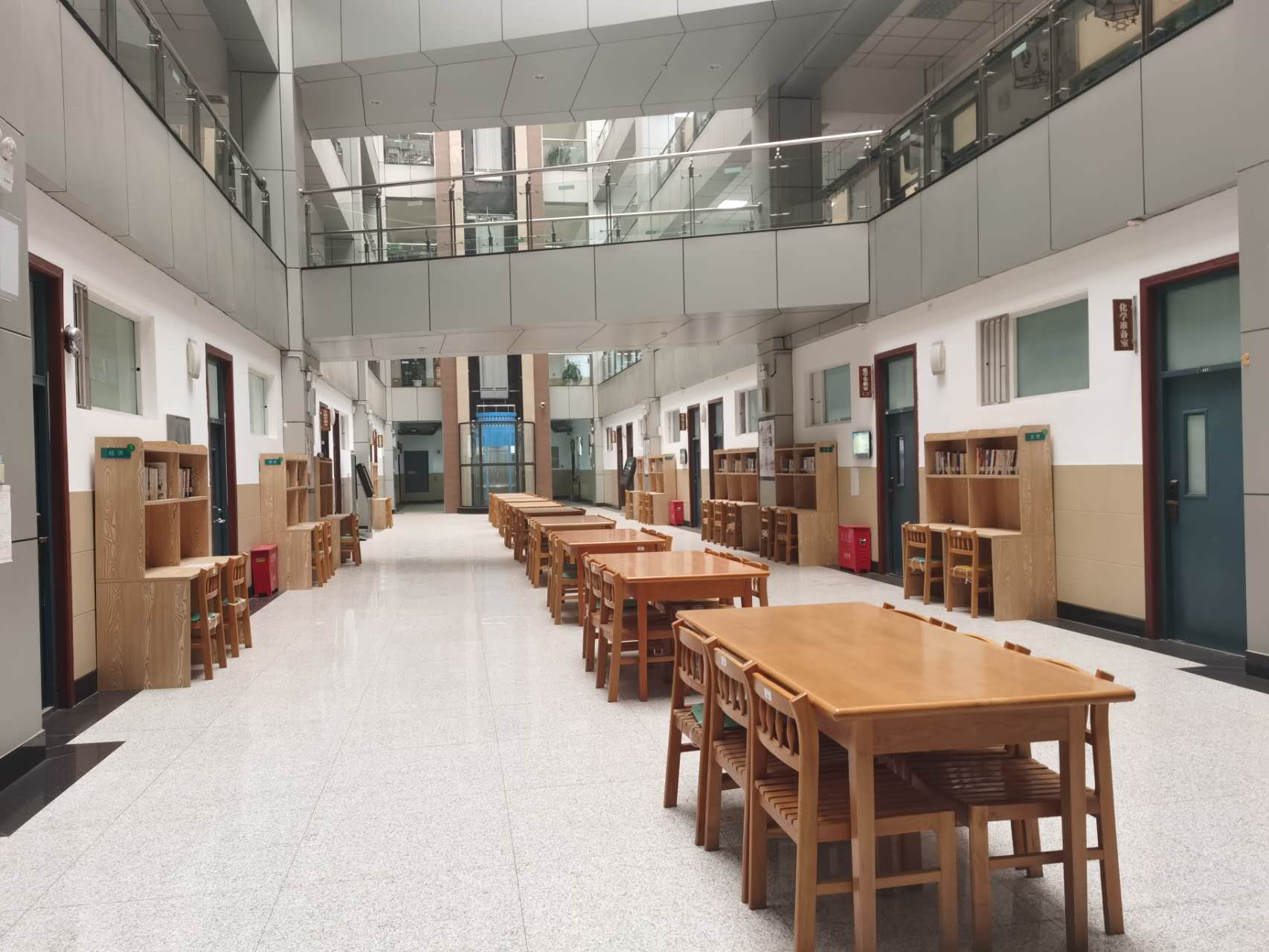
青华校区走廊

2010年1月，北京市朝阳区教委和东北师范大学附属中学合作创办东北师范大学附属中学朝阳学校（即北京朝阳校区）。
2011年，东北师范大学整合基础教育优质办学资源，将东北师范大学附属实验学校整体并入东北师范大学附属中学，更名为东北师大附中净月实验学校（即净月校区）。
2011年，建立国际课程中心，运行A-Level课程体系。
2012年5月16日，国际课程中心获认证，开始运行国际文凭大学预科课程课程体系。
2012年9月，东北师范大学附属中学朝阳学校正式落成招生。
2015年6月23日15时，长春市南关区与东北师范大学附属中学教育合作办学签约仪式举行，原长春市第二十六中学和东北师范大学附属中学签订合作办学协议，原长春市第二十六中学更名为东北师大附中新城学校（即新城校区）。
2020年12月16日，东北师范大学附属中学深圳学校（即深圳校区）合作项目签约仪式举行，东北师范大学、东北师范大学附属中学、深圳市教育局、深圳市坪山区人民政府就合作项目进行签约。
2021年9月，东北师范大学附属中学深圳学校正式落成招生。

## 知名校友
- 王忠禹，全国政协原第一副主席。
- 贾志杰，全国人大财经委原副主任。
- 邹广田，中国科学院院士，吉林大学教授，吉林大学超硬材料国家重点实验室主任，中国物理学会高压物理专业委员会主任，国际高压科学与技术协会副主席，中国共产党第17届中央委员。
- 江雷，中国科学院院士，中科院国家纳米科学中心首席科学家。
- 霍裕平，物理学家，中国科学院院士，郑州大学教授、博士生导师。
- 刘永才，中国工程院院士，飞航技术专家。
- 李校堃，中国工程院院士，长江学者特聘教授，国家教学名师，教育部生物药物创新团队负责人，国家重点研发计划“蛋白质机器与生命过程调控”重点专项负责人。
- 钟青，大气物理学家。
- 严殿启，中国运载火箭技术研究院副总设计师。
- 王立平，全国政协常委，著名作曲家，代表作品有电影《少林寺》配乐、电视剧《红楼梦》配乐、《大海啊，故乡》等。
- 孙陶然，拉卡拉、蓝色光标、考拉基金创始人，拉卡拉集团董事长兼总裁，为东北师大附中设立“陶然成长奖”用以表彰优秀学子。
- 王菁华，演员，曾出演《新书剑恩仇录》、《倚天屠龙记》。
- 李思思，中央电视台著名节目主持人，自2012年起曾九次主持央视春晚。
- 文牧野，中国内地导演、编剧，代表作《我不是药神》。
- 刘晓波，诺贝尔和平奖获得者。
- 唐九洲，歌手，代表作《致我的朋友》。